# Coroa de louros

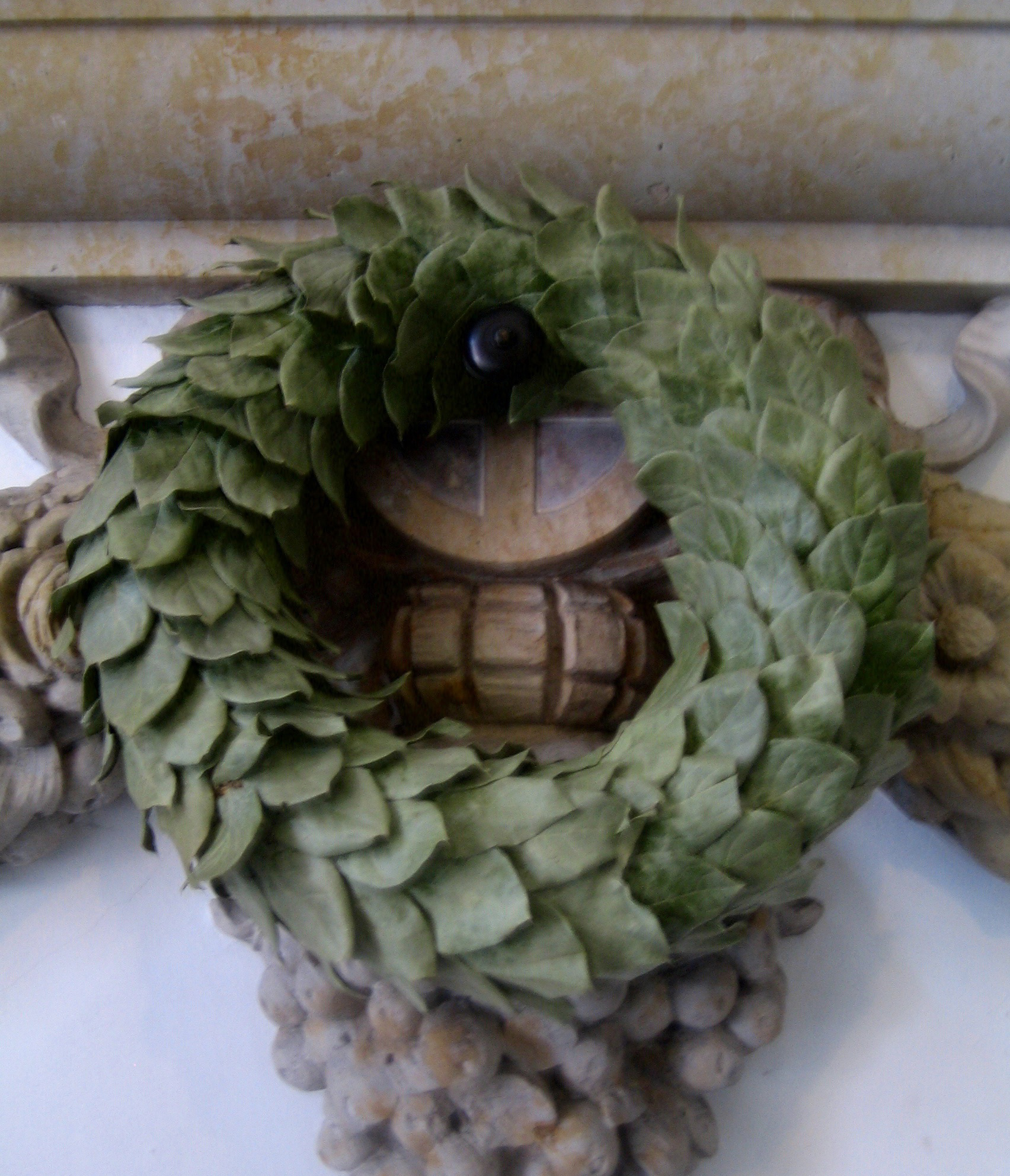
Uma coroa de louros num memorial no Folketing, parlamento nacional da 000

Uma coroa de louros, laurel, lauréola, láurea ou coroa triunfal era uma distinção concedida a um general vitorioso que entrava na Antiga Roma em triunfo apoteótico. Consistia em um círculo de ramos, sendo num primeiro momento de louro e posteriormente de ouro.
A origem do uso de uma coroa de louros está no mito de Dafne, uma ninfa que se transmutara em um loureiro para fugir de Apolo. O deus então fizera com as folhas uma coroa, com a qual passou a ser representado.
Na Grécia Antiga, em vez de receberem as atuais medalhas de ouro, prata e bronze, os atletas eram premiados com as coroas de pequenos ramos de oliveira entrelaçados, que representavam a suprema glória para a alma grega.
Na mitologia grega, este era um dos símbolos usados por Apolo, deus da Luz, da Cura, da Poesia, da Música e da Profecia, protetor dos atletas e dos jovens guerreiros.
Em Atenas, a coroa de louros como símbolo de distinção e glória foi substituída pelos ramos de oliveira, considerada a árvore protetora da cidade.
Apesar de não ter valor material, a coroa tinha um significado muito especial para os atletas e para a cidade de onde provinham, que os receberiam com grandes festas e criando estátuas em homenagem aos vencedores.
A coroa de louros, ou láurea, então, passou a simbolizar a vitória, sobretudo nos Jogos Olímpicos. Também é um dos símbolos da Academia Brasileira de Letras.